# Namakaná máma
Namakaná máma (v anglickém originále The Strong Arms of the Ma) je 9. díl 14. řady (celkem 302.) amerického animovaného seriálu Simpsonovi. Scénář napsala Carolyn Omineová a díl režíroval Pete Michels. V USA měl premiéru dne 2. února 2003 na stanici Fox Broadcasting Company a v Česku byl poprvé vysílán 2. listopadu 2004 na stanici ČT1.

## Děj
Rodina Simpsonových se vydává na výprodej garáží Rainiera Wolfcastla, jenž zkrachoval. Homer se Rainiera zeptá, jestli má něco, co po jeho smrti získá na hodnotě, a Rainier mu ukáže starou posilovací soupravu s činkami a lavicí, kterou nakonec koupí. Cestou domů Marge s dětmi zjistí, že si Maggie zašpinila plenku. Marge zastaví u Kwik-E-Martu a na toaletě Maggie přebalí. Když odchází z obchodu, je přepadena a muž jí vyhrožuje pistolí. Když lupič v Margině kabelce najde jen pleny, popadne Margin perlový náhrdelník a uteče. Ohromená Marge jde omámeně ke svému autu a před zraky svých dětí se rozpláče za volantem. 
Druhý den informuje rodina policii a náčelník Wiggum prohlásí, že to okamžitě vyšetří. Později, když se Marge chystá odejít z domu, jí Homer dá pepřový sprej a několik rad, jak si poradit s útočníkem. Přijede ke Kwik-E-Martu, ale když ji přivítá Ralph, omylem mu sprej stříkne do očí a s pocitem viny odjede domů, kde se cítí bezpečně. Jakmile dorazí domů, Bart jí řekne, že „zaparkovala na pošťákovi“. Marge se nedokáže přinutit překročit práh svého domu, aby pošťákovi zpod svého vozu pomohla. Doktor Dlaha diagnostikuje Marge agorafobii. Homer a děti se ji v následujících dnech snaží ze všech sil povzbudit, aby šla ven, ale marně; nakonec se přestěhuje do sklepa. Tam se cítí o něco bezpečněji, připraví rodině snídani a ustele si postel. Jednoho dne, když je doma sama, nalezne posilovací soupravu Rainiera Wolfcastla a rozhodne se ji využít k ukrácení času. Během dvou týdnů si vypracuje postavu a k Homerově radosti získá vypracované břišní svaly. Vrhne se na zahradu pro citrony, a když zjistí, že už se nebojí, začne po městě běhat. Narazí na lupiče a jako pomstu ho napadne a zbije. Posléze přijedou policisté a muže zatknou. Marge tento incident donutí začne ještě více cvičit. Jednoho dne, když běhá u tělocvičny pod širým nebem na pláži, narazí na Ruth Powersovou, svou starou sousedku. Ruth je také velmi svalnatá a řekne Marge, že za všechno vděčí anabolickým steroidům. Přemluví Marge, aby je užívala, a také jí poradí, aby se přihlásila do soutěže v kulturistice žen. Při užívání steroidů Marge cvičí tvrději než kdy jindy, je velmi svalnatá a zbavená estrogenu, což má za následek vznětlivou povahu a násilnické sklony. 
Ten večer se rodina zúčastní soutěže Iron Maiden Fitness Pageant, aby viděla finále ženské kulturistiky. Marge vyhraje druhé místo, což ji rozčílí, když zaslechne nešťastný rozhovor své rodiny v hledišti. Později téhož večera se Marge U Vočka všem mužským účastníkům chlubí svým výkonem na soutěži. Homer jí pak řekne, že je hrdý na její schopnost nabrat objem, ale neztratit svou ženskost. To Marge rozzlobí a řekne, že to byl důvod, proč se umístila na druhém místě. Pak všem v baru řekne, že hodlá zvýšit množství užívaných steroidů. Vočko Marge poví, že nemá dost alkoholu na to, aby vypadala dobře. Marge poté propadne nekontrolovatelnému vzteku a zdemoluje bar. Homer konfrontuje svou ženu, když se na něj chystá hodit Lennyho, a vyděšený jí řekne, že mu chybí milá, ženská žena, kterou si vzal. Marge, zděšená tím, co udělala, se omluví, pustí Lennyho a odejde s Homerem. Aby Vočko pokryl náklady na opravu svého baru, hospodu zapálí za účelem zisku peněz od pojišťovny; Carl ho však upozorní, že podnik ještě není pojištěný. 
Později, v domě Simpsonových, Marge spálí sadu činek v peci. Homer se zeptá, jestli je Marge připravena na „opravdový trénink“, což se ukáže jako žádost o navoskování auta, načež dostane od Marge výprask, dokud neřekne, že si jen dělal legraci.

## Produkce
Původně pro díl Carolyn Omineová navrhla, aby byl Homer přepaden a stal se z něj agorafobik. Al Jean měl představu, že se Marge po prožití těchto událostí stane kulturistkou, a tak se z Homera stala Marge. Omineová se zpočátku obávala, že zatímco přepadení Homera je humorné, přepadení Marge je vážné, a později uznala, že se z toho stal „vzácný, vážný moment, který byl docela v pohodě“. „Epizoda měla mnoho světlých momentů, které to vyvažovaly,“ uvedla. Al Jean byl toho mínění, že ukázat Marge ohroženou a zranitelnou je skvělý emocionální moment, který v seriálu dosud nebyl. Poznamenal, že když jí útočník strhne perlový náhrdelník, působí „nahá“ a že ji to změní.
Al Jean také poznamenal, že když postavy velmi vybočí z modelu, může to způsobit problémy. Uvedl, že někteří byli vyvedeni z míry kvůli vzhledu nasteroidované Marge a řekli, že Marge pravděpodobně neměla být tak svalnatá, jak se stalo. Myšlenka, která stála za návrhem, byla, že Marge, jež nechce být už nikdy slabá, se nakonec překompenzuje, aby se stala super agresivní a přemožitelnou. Omineová řekla, že tyto věci, plus to, že se stala méně sympatickou a mimo model, byla negativní kombinace.

## Témata
Díl se zabývá problematikou steroidů. Poté, co se Marge stane závislou na této droze, prožívá okamžik uvědomění a tvrdí: „Steroidy mě proměnily ve všechno, co nenávidím.“. Zatímco autoři knihy The Psychology of the Simpsons: D'oh! neschvalují „násilnou destrukci“ Marge v této epizodě, odůvodňují to tím, že jak postavy v univerzu, tak diváci v reálném světě přisuzují Margino chování drogám, a ne „vrozeně zlé osobnosti“. Argumentují tím, že Marge nebyla „sama sebou“. Změny nálad a agrese jsou zdokumentované vedlejší účinky „dlouhodobého užívání steroidů“.

## Přijetí
V recenzi této série DVD Verdict uvedl: „V této řadě se objevilo několik skutečných trháků. Jak Veliká Marge, tak Namakaná máma dokazují, že o psaní dobrých dílů o Marge už zřejmě nemůže být řeč.“.
Server Cinema.com popisuje premisu takto: „Marge se stane agorafobičkou (ano, jen na jednu epizodu) poté, co ji přepadnou na ulici, a poněkud podivně se rozhodne, že nejlepší bude, když se začne věnovat posilování. Je to přesně tak hloupé, jak to zní. Další blbý díl.“.
Web DVD Talk uvedl: „Povzbudivé je, že 300. epizoda, ať už je to Bart na volné noze nebo Namakaná máma, je pro scenáristy a producenty Simpsonových v tuto chvíli spíše jen číslo než cílová meta. V době psaní tohoto článku seriál klepe na dveře pětistovky a nezdá se, že by v současné době zpomaloval, a právě mírné změny v zaměření jednotlivých sezón seriálu stojí za to ocenit, a v této řadě tomu není jinak.“.